# Stenospermation sessile
Stenospermation sessile är en kallaväxtart som beskrevs av Adolf Engler. Stenospermation sessile ingår i släktet Stenospermation och familjen kallaväxter. Inga underarter finns listade.